# Die Küste (Kurzfilm)
Die Küste (Originaltitel The Shore) ist ein irisch-britischer Spielfilm im Kurzfilmformat aus dem Jahr 2011. Produziert wurde er von Terry George und seiner Tochter Oorlagh George. Terry George führte Regie und verfasste das Drehbuch. Der Film gewann 2012 den Oscar in der Kategorie Bester Kurzfilm.

## Handlung
Der Film handelt von zwei Jugendfreunden, Paddy und Joe, die aufgrund eines Missverständnisses während des Nordirlandkonflikts in den 1980er Jahren getrennt werden und sich fortan nicht mehr sehen. Beide leben dann sehr verschiedenen Welten. 25 Jahre später reist Joe wieder in Begleitung seiner 24-jährigen Tochter in seine alte Heimat. Der Film handelt dann von ihrem Wiedersehen.